# 15897 Beňačková
15897 Beňačková è un asteroide della fascia principale. Scoperto nel 1997, presenta un'orbita caratterizzata da un semiasse maggiore pari a 2,1459266 UA e da un'eccentricità di 0,0952108, inclinata di 2,53944° rispetto all'eclittica.